# Concentric
Concentric AB  är ett svenskbaserat, tidigare börsnoterat, verkstadsföretag.
Concentric är ett företag, som knoppades av från Haldex i juni 2011, genom att Haldex tidigare division för hydrauliska produkter (Hydraulics Division) omorganiserades till ett självständigt företag. Det är ett företag som är inriktat på tillverkning av komponenter för tunga fordon, vilka förbättrar flöden av bränsle, olja och andra vätskor för att ge bättre bränsleekonomi eller andra förbättringar. 
Förutom produktion i Skånes Fagerhult har företagets tillverkning i Storbritannien, USA, Tyskland, Indien och Kina.
Företaget var noterat på Stockholmsbörsens lista för Mid Cap-bolag. Det har sitt säte i Skånes Fagerhult och koncernledningen finns i Birmingham i Storbritannien. Ordförande är Stefan Charette (född 1972) och verkställande direktör är David Woolley (född 1962).
Concentric avnoterades från Stockholmsbörsen med sista handelsdag den 7 november 2024 efter det att företaget köpts upp av Circle BidCo ApS.